# Monceau-lès-Leups

Monceau-lès-Leups este o comună în departamentul Aisne din nordul Franței. În 1 ianuarie 2022 avea o populație de 434 de locuitori.